# Браунс-Міллс (Нью-Джерсі)
Браунс-Міллс (англ. Browns Mills) — переписна місцевість (CDP) в США, в окрузі Берлінгтон штату Нью-Джерсі. Населення — 10 734 особи (2020).

## Географія
Браунс-Міллс розташований за координатами 39°58′25″ пн. ш. 74°34′10″ зх. д. / 39.97361° пн. ш. 74.56944° зх. д. (39.973499, -74.569492).  За даними Бюро перепису населення США в 2010 році переписна місцевість мала площу 14,53 км², з яких 13,90 км² — суходіл та 0,63 км² — водойми.

## Демографія
Згідно з переписом 2010 року, у переписній місцевості мешкали 11 223 особи в 4021 домогосподарстві у складі 2876 родин. Густота населення становила 772 особи/км².  Було 4268 помешкань (294/км²).
Расовий склад населення:
| - 66,4 % — білих - 20,7 % — чорних або афроамериканців - 3,5 % — азіатів - 0,5 % — корінних американців - 0,1 % — вихідців з тихоокеанських островів - 2,6 % — осіб інших рас |

До двох чи більше рас належало 6,2 %. Частка іспаномовних становила 11,9 % від усіх жителів.
За віковим діапазоном населення розподілялося таким чином: 25,7 % — особи молодші 18 років, 64,0 % — особи у віці 18—64 років, 10,3 % — особи у віці 65 років та старші. Медіана віку мешканця становила 36,4 року. На 100 осіб жіночої статі у переписній місцевості припадало 95,3 чоловіків;  на 100 жінок у віці від 18 років та старших — 91,3 чоловіків також старших 18 років.
Середній дохід на одне домашнє господарство  становив 65 579 доларів США (медіана — 57 219), а середній дохід на одну сім'ю — 72 523 долари (медіана — 67 265). Медіана доходів становила 50 247 доларів для чоловіків та 34 759 доларів для жінок. За межею бідності перебувало 14,4 % осіб, у тому числі 22,7 % дітей у віці до 18 років та 4,1 % осіб у віці 65 років та старших.
Цивільне працевлаштоване населення становило 4823 особи. Основні галузі зайнятості: освіта, охорона здоров'я та соціальна допомога — 27,5 %, роздрібна торгівля — 13,6 %, публічна адміністрація — 13,0 %.